# 使領館館長
使領館館長（英語：Head of mission, HOM），或稱代表團團長（Chief of Mission, COM）或外交使节团團长（法語：Chef de Mission Diplomatique, CMD），在外交术语中，一般为国家或国际组织所派出的外交代表機構主官，与其对应的外交官衔一般为大使、高级专员、代办等。除了上述头衔，还有一些其他有资格担任館長或同等职务的头衔和用途。尽管主要通过这些头衔来称呼，但一国的外交使領館通常使用副館長（Deputy Chief of Mission, DCM）作为外館二把手的主要头衔。
在外交代表機構和外交部门中，大使可能是政治任命者而非职业外交官，而副館長通常是高级职业外交官，通常被理解为不仅仅是“大使的副手”。
低於上述外交官銜的国际组织办事处负责人，則是该组织派駐该国的高级官员，例如项目经理。而私营部门组织和公司的负责人通常称为“团队负责人”，以区别于“使領館館长”。
代表團团长（法語：Chef de Mission）也是奥运会等重大国际综合运动赛事中，各国代表团领队的头衔。